# Nemesis (Grip Inc.)
Nemesis è il secondo disco in studio del gruppo groove metal Grip Inc..

## Lista Brani
1. "Pathetic Liar" - 3:03
2. "Portrait of Henry" - 1:28
3. "Empress (Of Rancor)" - 3:35
4. "Descending Darkness" - 2:00
5. "War Between One" - 2:16
6. "Scream at the Sky" - 4:46
7. "Silent Stranger" - 2:54
8. "The Summoning" - 4:27
9. "Rusty Nail" - 3:24
10. "Myth or Man" - 3:44
11. "Code of Silence" - 6:02

## Membri
- Waldemar Sorychta: chitarra
- Dave Lombardo: batteria e percussioni
- Gus Chambers: voce
- Jason Vierbrooks: basso